# لويس أندريه دا سيلفا
لويس أندريه دا سيلفا (بالبرتغالية: Luís André da Silva‏) هو لاعب كرة قدم برازيلي، ولد في 3 مارس 1972 في البرازيل. لعب مع FC Lokomotiv Nizhny Novgorod ‏.